# Publio Vatinio
Publio Vatinio (93 a.C. circa – post 42 a.C.) è stato un politico e generale romano dell'ultimo periodo della Roma repubblicana.

## Biografia
Vatinio fu questore nel 63 a.C., lo stesso anno del consolato di Marco Tullio Cicerone, che lo inviò a Pozzuoli. Ma Vatinio fu così rapace che gli abitanti di Pozzuoli protestarono proprio presso Cicerone. Servì poi come legato di Gaio Cosconio e anche in questo caso Cicerone lo accusò di ruberie e malversazioni.
Nel 59 divenne tribuno della plebe al soldo del console Gaio Giulio Cesare, a favore del quale avanzò molte proposte di legge, tra cui la famosa lex Vatinia che diede a Cesare per un quinquennio il proconsolato delle province della Gallia Cisalpina e dell'Illirico, a cui un senatoconsulto aggiunse la Gallia Transalpina. Fu durante il suo tribunato che il delatore Lucio Vezio accusò molti importanti uomini di stato, tra cui Cicerone (fiero nemico di Vatinio), di complottare contro la vita di Pompeo Magno.
Vatinio servì poi sotto Cesare come legato in Gallia fino al 50 a.C.. Fece quindi ritorno a Roma per ragioni politiche, ma mancò la nomina a pretore. Continuò poi il suo "scontro" con Cicerone, testimoniando contro due amici di quest'ultimo, Milone (nel 52 a.C.) e Sestio (nel 56 a.C.). In risposta Cicerone difese Sestio, attaccando Vatinio nell'orazione In Vatinium testem.
Pretore nel 55 a.C., fu accusato da Gaio Licinio Calvo e difeso da Cicerone, che prese questa decisione per non offendere i triumviri Cesare, Pompeo e Crasso e voleva la loro protezione da Publio Clodio.
Vatinio tornò in Gallia nel 51 a.C. di nuovo come legatus legionis nella Gallia Belgica e poi partecipò dalla parte di Cesare alla guerra civile contro Pompeo e difese con successo l'Adriatico, da Brindisi alle coste dell'Illyricum, ragion per cui fu ricompensato col consolato nel 47 a.C.. Nella primavera del 45 a.C. fu inviato nell'Illyricum come proconsole, dove sconfisse l'esercito pompeiano guidato da Marco Ottavio, vittoria per cui ricevette una ovatio. In seguito, al comando di tre legioni e di un forte contingente di cavalleria, fece di Narona il suo quartier generale e si mosse per imporre il tributo pattuito con Cesare e per ricevere gli ostaggi convenuti (primavera del 45 a.C.). Avanzò in territorio nemico, occupando sei oppida del nemico, anche se l'inverno era ormai alle porte, e lo costrinse a ritirarsi prima della vittoria finale. Fu però costretto ad arrendersi nel 44 a.C. al cesaricida Marco Giunio Bruto in Macedonia, poiché le sue truppe si erano pronunciate a favore del nemico.
Compare l'ultima volta sulla scena storica nei Fasti triumphales per aver celebrato un trionfo il 31 luglio del 42 a.C.